# 柴新流
柴新流（しばしんりゅう）とは、遠州（現在の浜松市）の藤田銀八郎が開いた柔術の流派。

## 歴史
流祖は、遠州 浜松の藤田銀八郎である。
藤田銀八郎は、幼少から武術を好み弓術、馬術、剣術、槍術、柔術を極めていた。
後、江戸に出て磯又右衛門柳関斎源正足から天神真楊流を学び、さらに楊心流と真之神道流を極めた。
廻国修行中、粟田口（京の七口の一つ）で旅人の父娘が三十余人の黒鍬に囲まれ逃げ場を失っているところを目撃し、助けるために当身で10人ほど殺したが、拳に痛みを覚えたため地面に落ちていた瓦を拾って10人ほど当て殺した。これを見た残りの黒鍬達は一目散に逃げ去ったという。
この時、実戦（合戦）は当身なしではかなわないことを悟り涙ながらに合掌し、瓦を手から落としたところ、拾った場所と同じ所へ一分一厘違わず落ちたので不思議に思い見てみると、押し付けられても頭を上げず横に這い延びて生きている芝があった。そこから柔術の極意を悟り芝を柴に改め柴新流を創始した。
後、藤田は遠州の秋葉山に21日の祈願をこめて絶食し山籠もりの修行をした。修業の満願の日に摩利支尊天が現れ一巻の巻物を授けて立ち去ったという。この千人遠当の術は劇薬であり、これを敵前で行うと何人の敵でもすぐに仮死するという危険なものであった。

## 技法
分派の柴真揚流の書物に、藤田銀八郎は三十余人の黒鍬との戦いで実戦では投、絞よりも当身が有効であることを悟り、当身ばかりの修業に組み替えたと書かれている。

## 系譜
- 流祖　　藤田銀八郎一覺斎藤原義重
  - 二代目　矢田鉄之助一心斎平好男（柴真揚流）